# اردک ماهی‌خوار جزیره چتم
اردک ماهی‌خوار جزیره چتم (نام علمی: Mergus milleneri) یک گونه منقرض‌شده از اردک ماهی‌خوار از نیوزیلند است. نام دوجمله‌ای به نام دکتر فیلیپ میلنر اشاره دارد تا کار او در جمع‌آوری مطالب دربارهٔ این گونه را بازنمایی دهد.
اردک ماهیخوار چتم تنها از زیرفسیل‌ها شناخته شده است، بنابراین اطلاعات زیادی دربارهٔ این پرنده وجود ندارد. این کوچک‌ترین از همه گونه‌های اردک‌های ماهیخوار بود. رکورد فسیلی نشان می‌دهد که در جزیره چتم گسترش یافته است اما در جزایر کوچک‌تر کناری نه.